# Franjo Luković
Franjo Luković (Zagreb, 10. ožujka 1950.) hrvatski je ekonomist, bankar i poduzetnik.

## Životopis

### Obrazovanje
Diplomirao je ekonomiju na Ekonomskom fakultetu u Zagrebu 1972.

### Karijera
Od 1973. do 1989. radio je u Jugobanci u Zagrebu, napredujući do šefa Sektora za poslovanje s inozemstvom, odnosno do zamjenika predsjednika Uprave te banke, a 1989. je prešao u varaždinski Coning, tvrtku kojoj je vlasnik bio Radimir Čačić. Za predsjednika Uprave Zagrebačke banke imenovan je 1991. te je na njezinu čelu ostao 23 godine.
Pod njegovim vodstvom Zagrebačka banka je prva u Hrvatskoj otvorila kartično poslovanje, te je prva u Hrvatskoj čije su dionice izlistane na Londonskoj burzi (1996.) Također je prva u srednjoj Europi otvorila mogućnost svojim uposlenicima da sudjeluju u njezinoj vlasničkoj strukturi. Od 2002. Zagrebačka banka je članica grupe  UniCredit.

### Međunarodna aktivnost
Luković je član Trilateralne komisije

### Zanimljivosti
- Luković je u mladosti bio aktivni športaš, košarkaš zagrebačke Lokomotive. Pasionirani je rekreativni tenisač, predsjednik Hrvatskoga teniskog saveza od 2012., kada je dotadašnji predsjednik Radimir Čačić morao u zatvor.[1]
- Hobi mu je uzgoj maslina i proizvodnja maslinova ulja. Vlasnik je maslinika od 10 000 četvornih metara između Bala i Rovinja. Ambalažu za proizvode dizajnirali su Bruketa&Žinić. Večernji list je objavio da je njegova supruga Arna Luković medijima otkrila da su to učinili „iz zafrkancije“ jer su željeli da ono što poklanjaju prijateljima bude lijepo. Njihova imena ipak nema na tim bocama jer im „ne treba ta vrsta publiciteta“.[1]